# تاسپورن واناکیت
تاسپورن واناکیت (انگلیسی: Tassaporn Wannakit؛ زادهٔ ۲۳ نوامبر ۱۹۸۹) ورزشکار دو و میدانی اهل تایلند است.
وی در مسابقات کشوری و بین‌المللی در مجموع برندهٔ ۳ مدال طلا، ۲ مدال نقره و ۴ مدال برنز شده‌است.